# La gran matanza de gatos
La gran matanza de gatos es una obra  historiográfica de Robert Darnton enmarcada bajo el enfoque de la historia cultural. La metodología que presenta este autor se caracteriza por nuevos enfoques como la historia de la lectura, la historia de archivos policiales o la historia de la cultura.

## Autor y estructura
Robert Darnton (Nueva York, Estados Unidos, 1939) estudió en la Universidad de Harvard y se doctoró en Historia en la Universidad de Oxford. Fue periodista y docente en diferentes Universidades. Desde el año 2007 es director de la Biblioteca de la Universidad de Harvard. 
Se destaca dentro de la rama de la historia de Francia del siglo XVIII.
El suceso más divertido en la imprenta de Jacques Vincent -según atestiguó un obrero- fue "una matanza tumultuosa de gatos." Así se inicia la exploración de Robert Darnton de los violentos ritos practicados por los artesanos a mediados del siglo XVIII en Francia. En una serie de ensayos elegantemente escritos Darnton exhuma las extrañas y maravillosas visiones del mundo de la gente ordinaria y extraordinaria que habitaba Francia en la época de la Ilustración. Al combinar las técnicas e ideas de la antropología con el arte narrativo del historiador, Darnton evoca lo exótico y el lugar común en la cultura del siglo XVIII francés. Para ello invita al lector a examinar detenidamente cuestiones como por qué un grupo de artesanos parisienses encontraba tan divertida una matanza de gatos.
En "Un inspector de policía organiza sus archivos" -un relato sobre un agente de la policía del rey, cuya tarea consistía en espiar las actividades personales y literarias de los escritores franceses-, nos ofrece una idea de cómo el Antiguo Régimen luchaba por comprender a una nueva y peligrosa generación de franceses: los intelectuales independientes. Otros ensayos permiten observar el rostro rápidamente cambiante de las urbes francesas y observar a Diderot y a D'Alembert tramar el reordenamiento sistemático de todo el conocimiento humano cuando realizaron la Enciclopedia.
Armados con mangos de escobas, varillas de las prensas y otros instrumentos de trabajo, un grupo de hombres persiguieron a todos los gatos que pudieron encontrar en los techos y en las cercanías de la imprenta donde laboraban. Apalearon a cuanto felino les salió al paso y, a los que no mataron durante la persecución, los metieron en sacos para luego «someterlos a un juicio público» con guardias, un confesor y un verdugo. Después de declarar culpables a los animales y darles los «últimos sacramentos», los remataron en patíbulos improvisados.
Lo más relevante de todo esto no fue la crueldad ni la saña de quienes perpetraron esta matanza, sino el ánimo con que la realizaron: ahogados en risas y en un ambiente festivo que, meses más tarde, cuando en el taller querían divertirse un rato —o burlarse de sus patrones—, hacían representaciones paródicas de ese momento.
A lectores del siglo XXI este relato podrá producir todo, menos risa. Los antropólogos han descubierto que, en las interpretaciones más oscuras que una sociedad le pueda dar a un acontecimiento —chiste, proverbio, ceremonia—, están los elementos para comprender o acercarse un poco al pensamiento de esa cultura.
Aquí hay gato encerrado
En otro tiempo estás. Eres el dueño de un ámbito cerrado como un sueño. «A un gato».
—Jorge Luis Borges
Desde las primeras civilizaciones, los gatos han originado las más contradictorias pasiones. Cuando un gato moría en el Antiguo Egipto, sus «dueños» —la autosuficiencia de los gatos y su instinto de cazadores les impide ser mascotas de nadie— se rasuraban las cejas en señal de luto. No es casualidad que esta veneración de los egipcios fuera censurada por el pueblo hebreo; de ahí que los perros sean mencionados más de 40 veces en la Biblia, mientras los gatos solo dos y con referencias negativas.
Siempre se han atribuido rasgos o cualidades humanas a los animales; esta ambigua postura ontológica le ha dado a, por ejemplo, puercos, perros, bueyes, gatos… un poder oculto asociado al tabú. De esto hablaremos en otra ocasión con mayor detalle, así como del papel que han tenido los gatos en la historia.

### Tercer capítulo
El tercer capítulo se denomina "Un burgués pone orden a su mundo. La ciudad como texto". Este capítulo se basa en una gran descripción que realizó un habitante anónimo de la ciudad de Montpellier en 1768. El acontecimiento puntual de "la gran matanza gatos" que se refiere al segundo capítulo de la obra de Robert Darnton, es uno de los tantos acontecimientos descritos en esta detallada descripción. El relato es verídico y se encarga de describir las calles de la ciudad, algunos negocios en particular, las tabernas, distintos tipos de barrios, varios personajes que ocupan determinados roles sociales (como comerciantes, vagos, policías, etc.) entre muchos aspectos más. Es una muy buena descripción que brinda la posibilidad de "ver" cómo se encontraba una ciudad corriente francesa a la luz de un simple habitante de clase media.

Aunque el sombrío folclore de los campesinos y los ritos violentos de los artesanos pertenecen a un mundo que hoy día es inconcebible, imaginemos que somos capaces de introducirnos en la piel de un burgués del siglo XVIII. Esta oportunidad se da gracias a otro documento, tan extraordinario a su manera como el relato de Contat de la matanza de gatos: es una descripción de Montpellier escrita en 1768 por un habitante anónimo pero decididamente de la clase media de esa ciudad. Sin duda la literatura testimonial del siglo XVIII está llena de "descripciones"; guías, almanaques y relatos de aficionados sobre los monumentos y la gente famosa de la localidad. Lo que distingue a nuestro burgués de otros que utilizaron este género fue su obsesión por la amplitud. Deseaba describir toda su ciudad, centímetro por centímetro; por ello escribió un manuscrito de 426 cuartillas, que abarca una amplia temática, desde las capillas y los fabricantes de pelucas, hasta los perros callejeros en lo que para él era el centro del universo.
Robert Darnton

### Cuarto Capítulo
El cuarto capítulo se denomina "Un inspector organiza su archivo. La anatomía de la República de las letras". este capítulo refiere a la muestra de un archivo oficial de policía. El dueño de este archivo es el inspector Joseph d'Hémery. Este inspector desarrolló, dentro del marco policial, una muy particular tarea en Francia a mediados del siglo XVIII. La monarquía absoluta francesa durante el siglo XVIII, comenzó a perder poder político considerablemente. Una de las fugaz de este poder se generaba a través de la circulación de material bibliográfico que defendía ideas propias de la ilustración, las cuales atacaban a los pilares básicos de los gobiernos monárquicos. Uno de los mecanismos de control que implementó la corona para con el freno de este tipo de literatura fue la consolidación de nuevos cargos o puestos policiales como el del inspector d'Hémery, cuyas funciones se resumían a rastrear, calificar, catalogar, censurar y/o premiar las obras literarias que merodeaban la atmósfera francesa. Fue muy efectivo este método en cierta medida, ya que no solo le permitió a la corona mantener fiel conocimiento de las obras que circulaban y su respectiva calidad, sino que además, a partir de estas indagaciones, los inspectores realizaban estudios de corte cuanti y cualitativo de todos los autores, así como de puntos claves de circulación bibliográfica y de comercio ilegal o cualquier tipo de expresión ilícita de literatura que se denominó como "libertina".

Mientras que el burgués de Montpellier trataba de clasificar a sus conciudadanos, un policía en París estaba escudriñando y acumulando información de otra especie de animal citadino: el intelectual. Aunque no se había acuñado una palabra para denominarlos, los intelectuales ya se estaban multiplicando en los desvanes y en los cafés; y la policía los vigilaba. Nuestro policía, Joseph d'Hémery, era un inspector del comercio de libros; y también vigilaba a quienes los escribían. Investigó a tantos individuos que su archivo constituye un censo virtual de la población literaria de París, desde los más famosos philosophes hasta los más oscuros escritorcillos. Este archivo nos permite trazar un perfil del intelectual en el apogeo de la Ilustración, exactamente cuando empezaba a surgir como tipo social. Y revela la manera cómo un funcionario ilustrado del Antiguo Régimen intentó entender este nuevo fenómeno; es decir, crear un marco de referencia del mundo como se presentó en un determinado distrito de la policía.
Robert Darnton

### Quinto Capítulo
El quinto y último capítulo de la obra se denomina "Los lectores le responden a Rousseau. La creación de una sensibilidad romántica". Este capítulo es muy significativo ya que el autor lo plantea desde una muy particular perspectiva. Robert Darnton parte de la base cuestionar qué era lo que se leía realmente en Francia durante el siglo XVIII. La Revolución Francesa, propiamente, fue un suceso que se desencadenó en cierta medida por o contó con un sustento teórico que lo amparó; indagar quiénes y cómo se refirieron a dicho proceso es un poco el fin de Robert Darnton en este capítulo. Este capítulo se acerca a un parcial intento de historia de la lectura francesa, planteando quiénes leían, cómo lo hacían, dónde leían, y que significaba el hecho de leer propiamente.

La necesidad de ordenar y el fenómeno de clasificar no se limitaban a los archivos de la policía que trataba de vigilar a los hombres como Diderot; se encontraban en el corazón de la empresa más grande de Diderot: la Enciclopedia. Pero cuando se expresó por escrito, asumió una forma que puede pasar inadvertida para el lector moderno. De hecho, el texto supremo de la Ilustración puede parecer sorprendentemente desilusionante al que lo consulte con intención de encontrar las raíces ideológicas de la modernidad. Por cada afirmación que mina la ortodoxia tradicional, contiene miles de palabras sobre la molienda de granos, la fabricación de alfileres y la declinación de los verbos.
Sus siete volúmenes en folio incluyen tal mezcla de información sobre todas las cosas, desde la A hasta la Z, que es inevitable preguntarse por qué produjo tanto escándalo en el siglo XVIII. ¿Qué la distingue de los otros compendios eruditos que la precedieron, desde el imponente Dictionnaire de Tréuoux, por ejemplo, hasta el enorme Grosses Vollstandiges Universal-Lexicon aller Wíssensckaftén una Künste publicado en 64 volúmenes en folio por Johann Heinrich Zedler? ¿Era, según las palabras de una autoridad, una "obra de consulta o una machine de guerre"?
Robert Darnton